# Щепанов
Щепанов (укр. Щепанів) — село в Козовской поселковой общине Тернопольского района Тернопольской области Украины.
До 2020 года входило в Козовский район.
Код КОАТУУ — 6123088801. Население по переписи 2001 года составляло 558 человек.

## Географическое положение
Село Щепанов находится на берегу реки Масювка,
ниже по течению на расстоянии в 1,5 км расположено село Мирное.
На расстоянии в 0,5 км расположено село Бартошевка.

## История
- 1638 год — дата основания.

## Объекты социальной сферы
- Школа I—II ст.
- Клуб.
- Фельдшерско-акушерский пункт.